# Chrysops niger
Chrysops niger là một loài ruồi trâu có chiều dài khoảng 8 đến 10.5 mm, nó có cơ thể hầu hết màu đen và có lông màu trắng. Chúng hoạt động từ tháng 5 đến tháng 9 quanh các khu vực đầm lầy ở Hoa Kỳ.